# 59797 Píšala
59797 Píšala è un asteroide della fascia principale. Scoperto nel 1999, presenta un'orbita caratterizzata da un semiasse maggiore pari a 2,1346598 au e da un'eccentricità di 0,1460315, inclinata di 5,21863° rispetto all'eclittica.